# Loasa incurva
Loasa incurva är en brännreveväxtart som beskrevs av R.L. Perez-moreau och S. Crespo. Loasa incurva ingår i släktet Loasa och familjen brännreveväxter. Inga underarter finns listade i Catalogue of Life.